# Louis Marcialis
Louis Marcialis est un footballeur français né le 23 juin 1961 à Marseille (Bouches-du-Rhône). Il a joué comme attaquant ou milieu de terrain. 
En 1981, il remporte à vingt ans la Coupe de France avec Bastia. 

## Carrière de joueur
- 1977-1978 :  Gazélec Ajaccio
- 1978-1985 :  SC Bastia
- 1985-1987 :  AS Nancy-Lorraine
- 1987-1988 :  Gazélec Ajaccio[1]

## Palmarès
- Vainqueur de la Coupe de France 1981 avec le SC Bastia

## Sources
- Col., Football 79, Les Cahiers de l'Équipe, 1978, cf. page 100.
- Col., Football 84, Les guides de l'Équipe, 1983, cf. page 11.